# Apamea de Frígia
Apamea de Frígia (en grec antic Ἀπάμεια) fou una ciutat a la riba d'un petit afluent del riu Meandre, a Frígia, fundada pel selèucida Antíoc I Soter, que li va donar el nom de la seva mare, Apama. Plini el Vell diu que antigament es va dir Celenos, després Cibotos i finalment Apamea, però el primer nom correspon, de fet, a una ciutat propera. Actualment es troba a Turquia.
Durant les Guerres Mitridàtiques va patir un gran terratrèmol que va fer sorgir i desaparèixer llacs i va desviar rius. Sota domini romà, va formar part de Cilícia (era part d'aquesta província durant el govern de Ciceró, el 51 aC), però més tard fou inclosa a la província d'Àsia com a convent jurídic, amb sis ciutats principals, i nou petites ciutats. En temps de Claudi, va patir un terratrèmol i va obtenir una exempció de taxes per cinc anys per a refer-se. Al segle iv, era part de la província de Psídia i era seu d'un bisbe.